# Історія одної наймички
«Істо́рія одно́ї на́ймички» (фр. Histoire d'une Fille de Ferme) — новела французького письменника Гі де Мопассана, видана в 1881 році. Сюжет твору розповідає про материнську і подружню долю звабленої фермерської служниці.

## Історія
«Історія однієї наймички» вперше була надрукована 26 березня 1881 року в журналі «La Revue politique et littéraire». Пізніше цей твір письменник включив до збірки «Дім Тельє». 9 березня 1881 року друг Гі де Мопассана, російський письменник Іван тургенєв, написав видавцеві й редактору газети «Порядок» М. М. Стасюлевичу стосовно цієї новели наступне: 
|  | Вам, можливо, відомо, що з усієї молодої школи романістів у Франції найталановитіший Г. де Мопассан… автор «Boule de suif» тощо. Він написав поданий нарис для «Revue politique et littéraire», який, на мою думку, — маленький chef d`œbvre [шедевр]. |

 Рекомендуючи надрукувати новелу в газеті, Тургенєв також зазначив: 
|  | Якщо оповідання Г. де М буде прийняте, треба буде спробувати перекласти його вишукано, — оскільки по стилю варте пера Флобера. |

 Перший український переклад цієї новели належить Людмилі Івченковій, він побачив світ у восьмитомному зібранні творів Гі де Мопассана, виданому видавництвом «Дніпро».
За мотивами цієї новели французький режисер Клод Сантеллі у 1973 році зняв однойменний телевізійний фільм.

## Сюжет
Роза служить наймичкою на фермі. Це проста і чесна дівчина, але вона піддається на залицяння Жака в очікуванні близького весілля. Дізнавшись про її вагітність, коханий накиває п'ятами. Роза скільки могла приховувала свій стан, від неминучого викриття її рятує терміновий лист з дому. В батьківській оселі жінка народжує немовля, яке полишає на виховання сусідам. Проте, від цього часу в неї виникає сильне материнське почуття. Щоби заробити гроші для дитини, яку вона час від часу відвідує, Роза починає працювати за двох. Власник ферми задоволений її сумлінною працею і хоче взяти її за дружину. Роза опирається, однак господар не розуміє причини такої безглуздої відмови. Через зґвалтування він приводить наймичку до вівтаря. За п'ять років чоловік змінює своє ставлення до дружини. Тепер він дратується і сварить її через відсутність у подружжя дітей. Роза розповідає йому про позашлюбного сина, фермер з радістю усиновлює малюка.